# 남양홍씨 병신보 목판
남양홍씨 병신보 목판(南陽洪氏 丙申譜 木板)은 대한민국 경상남도 함양군 함양읍 백천리에 있는, 남양 홍씨의 족보를 찍기 위하여 숙종 42년(1716)에 만든 목판이다.
1998년 11월 13일 경상남도의 유형문화재 제341호 남양홍씨병신보책판으로 지정되었다가, 2018년 12월 20일 현재의 명칭으로 변경되었다.

## 개요
남양 홍씨의 족보를 찍기 위하여 숙종 42년(1716)에 만든 목판이다.
남양 홍씨가 함양에 거주하기 시작한 것은 성종 2년(1471)에 홍인손이 이 고을을 다스릴 때부터이다. 그 후 그의 후손 홍우령이 경상도 관찰사로 부임하여 이 고을에 와서 살펴보니 선대의 명성이 널리 알려져 있으므로 이를 계기로 제작하게 되었다. 이것은 총 168매로 이루어졌는데 ,이 중 없어진 것이 70매로 현재는 98매가 남아 있다. 크기는 가로 55cm, 세로 25.5cm이다.
현존하는 족보판으로는 제작 연대가 가장 빠른 것이어서 금석문의 연구에 중요한 자료로 평가된다.

## 참고 문헌
- 남양홍씨 병신보 목판 - 국가유산청 국가유산포털